# Pericoma tasmaniae
Pericoma tasmaniae är en tvåvingeart som beskrevs av Tonnoir 1953. Pericoma tasmaniae ingår i släktet Pericoma och familjen fjärilsmyggor. Inga underarter finns listade i Catalogue of Life.